# فرد لونغ
فرد لونغ (بالإنجليزية: Fred Long)‏ هو لاعب كرة قدم أسترالية أسترالي، ولد في 27 مايو 1896 في Mortlake, Victoria ‏ في أستراليا، وتوفي في 9 أكتوبر 1977 في Camberwell, Victoria ‏ في أستراليا.

## وصلات خارجية
- فرد لونغ على موقع AustralianFootball.com (الإنجليزية)
- فرد لونغ على موقع AFLtables.com (الإنجليزية)